# یواس‌اس اردک (ای‌ام-۳۷۵)
یواس‌اس اردک (ای‌ام-۳۷۵) (به انگلیسی: USS Pochard (AM-375)) یک کشتی بود که طول آن ۲۲۱ فوت ۳ اینچ (۶۷٫۴۴ متر) بود. این کشتی در سال ۱۹۴۴ ساخته شد.